# Céline Yoda
Céline Yoda (sinh ngày 6 tháng 4 năm 1958) là một chính trị gia Burkinabé; bà là đại sứ của Burkinabe tại Đài Loan (ROC) từ 2013-2017. Bà cũng từng là Bộ trưởng của Promotion of Women, trước đây là Đại sứ của Burkina Faso tại Đan Mạch.

## Thời thơ ấu và giáo dục
Yoda nhận chứng chỉ từ École Normale Supérieure d'Enseignement Technique et Professionnel ở Dakar, nơi bà học ngành Kinh tế xã hội và gia đình. Trước khi phục vụ trong bàng sở, bà đã làm việc một thời gian dài cho các tổ chức phi chính phủ và một số nhóm chính phủ.

## Sự nghiệp chính trị
Bà là nữ tổng thư ký đầu tiên của SPONG (‘’Secrétariat Permanent des ONG’’, tổ chức phi chính phủ của Burkina Faso); bà phục vụ ở vị trí này trong hai nhiệm kỳ. Bà cũng đã làm việc một thời gian cho Liên Hợp Quốc tại Burkina Faso với tư cách là một chuyên gia quốc gia về "tạo lập và phát triển dân số".
Từ năm 1997 đến năm 2000, bà là Bộ trưởng của Promotion of Women, và là người cầm quyền đầu tiên của chức vụ đó sau khi thành lập. Sau đó, bà được mệnh danh là Đại sứ của Burkina Faso tại Đan Mạch, và giữ chức vụ đó cho đến năm 2007 khi bà trở lại đất nước của mình để trở thành Bộ trưởng của Promotion of Women một lần nữa. Bà vẫn ở vị trí này cho đến năm 2011, khi bà được Nestorine Sangaré thay thế chức vụ này.
Bà trở thành Đại sứ của đất nước Đan Mạch một lần nữa vào năm 2016. Sau đó, bà mô tả rằng bà cảm thấy rằng quyền bình đẳng giữa nam và nữ mà bà thấy ở đó và ở các quốc gia Scandinavi khác là điều bà hy vọng cuối cùng sẽ được thúc đẩy ở Châu Phi. Một trong những nhiệm vụ bổ sung của bà là nhà tài trợ cho phái đoàn ngoại giao đến Đài Loan, nơi mở cửa trở lại vào năm đó sau khi vắng mặt 20 năm. Bà nói trong một cuộc phỏng vấn rằng dân số Đài Loan có nhiều điểm tương đồng với Burkina Faso và mô hình phát triển được thực hiện bởi đất nước này trong 50 năm qua là một điều mà đất nước bà nên cố gắng bắt chước. Sau khi làm nhiệm vụ tại Copenhagen, bà trở lại chính phủ Burkina Faso với tư cách là Bộ trưởng thúc đẩy phụ nữ một lần nữa.